# Pagurapseudes victoriae
Pagurapseudes victoriae is een naaldkreeftjessoort uit de familie van de Pagurapseudidae. De wetenschappelijke naam van de soort werd voor het eerst geldig gepubliceerd in 2007 door Blazewicz-Paszkowycz & Bamber.